# Glympis habitalis
Glympis habitalis là một loài bướm đêm trong họ Erebidae.